# Era Mòla de Pontaut
Era Mòla de Pontaut és un edifici del municipi de Canejan (Vall d'Aran) que forma part de l'Inventari del Patrimoni Arquitectònic de Catalunya.

## Descripció
La Mòla de Pontaut es troba emplaçada en el marge esquerre del riu de Toran en la seva confluència amb la Garona. Com és habitual es tracta d'un petit edifici sense gaires pretensions arquitectòniques que aprofita el desnivell del terreny tot coincidint l'accés per la banda de migdia amb la primera i única planta. Aprofita un canal que surt del pont d'Es Abòs, després de recórrer uns 500 m per un prat, i creua l'edifici en direcció est oest a fi de moure les moltes. És aixoplugat per una coberta a dues aigües amb teulada de pissarra, i la "capièra" perpendicular a la façana. Les obertures resoltes en fusta, amb els marcs protegits de la humitat. A l'interior conserva les pedres de moldre. Sobre la porta una pedra de marbre blanc duu inscrita: AÑO / 1947 / J [osep] M [edan]

## Història
S. Temprado reporta que la casa Era Mòliera fou fundada per Marianna Deò Benosa l'any 1907 (llinda de la porta) Aquest molí sembla per tant que no té res a veure amb la tradicional Mòla Canejan, situada aigües amunt del riu Toran, tot i que segueix la tipologia usual a la Val d'Aran.